# Нови Пламен (часопис)
Нови Пламен је часопис демократске левице за политичка, друштвена и културна питања који окупља прогресивне и ангажоване интелектуалце , синдикалисте и активисте који делују у разним друштвеним покретима у читавој регији, као и у дијаспори.
Часопис, чији је издавач предузеће "Демократска мисао" из Загреба, анализира широк спектар друштвено-цивилизацијски релевантних тема, са нагласком на областима социологије, економије, политикологије, филозофије, науке и уметности у ширем и ужем смислу те речи.
На плуралистичкој, неексклузивној основи, Нови Пламен заступа темељне демократске и просветитељске вредности, идентификује кључне савремене изазове њиховом опстанку, те промишља путеве остварења аутентичне и интегралне политичке, социјалне и економске демократије. Нови Пламен посебну пажњу посвећује питањима која су везана за људска права и демократске слободе, радничку и грађанску партиципацију, међунационално помирење и толеранцију, антифашизам, те прогресивну мировну политику. Часопис се у ширем смислу залаже за унапређење и промоцију културних вредности хуманистичке цивилизације.
Нови Пламен у обради поменутих тема даје простор аналитичним, стручно и научно писаним чланцима и есејима, подстичући притом слободну расправу. У изради садржаја уредништву (мр сц. Младен Јакоповић, магистар политикологије тренутно на докторату из социологије на Универзитету Кембриџ; др сц. Горан Марковић, предавач уставног права на Универзитету у Источном Сарајеву; Филип Ерцег, дипломирани политиколог; Ивица Младеновић, дипломирани социолог) и редакцији Новог Пламена помажу неки од истакнутих прогресивних интелектуалаца из региона и света. Савет Новог Пламена, који нема оперативну улогу у одређивању уређивачке политике, него помаже у подизању квалитета садржаја и стварању прогресивне синергије, окупља нека од најпознатијих регионалних и светских интелектуалних имена данашњице.
Чланови савета су из Хрватске, Србије, Словеније, Босне и Херцеговине, Црне Горе, Македоније, као и ван балканске регије као што су Сједињене Америчке Државе (на пример Ноам Чомски), Велика Британија (на пример Кен Коутс), Швајцарска и Француска. 
Демократични дух часописа се огледа и у језику. Коришћени језици су језици са подручја бивше СФРЈ. који се потпуно паралелно и без икакве контаминације, превода и утицаја мешају у сваком броју. То исто важи и за преводе са текстова ван тог подручја. Једноставно се користи језик онога који прилог први преведе на свој језик. 